# Don Quixote (Strauss)
Don Quixote, Op. 35 là bản giao hưởng thơ của nhà soạn nhạc người Đức Richard Strauss. Tác phẩm được viết dành cho cello, viola và dàn nhạc giao hưởng. Bản giao hưởng thơ này có tựa đề là Phantastische Variationen über ein Thema ritterlichen Charakters (tiếng Việt: Những biến tấu không tưởng dựa trên chủ đề của nhân vật hiệp sĩ), có nội dung dựa trên cuốn tiểu thuyết nổi tiếng Don Quixote của Miguel de Cervantes. Strauss sáng tác bản giao hưởng thơ vào năm 1887 tại Munich. Tác phẩm được trình diễn lần đầu tiên tại Cologne vào ngày 8 tháng 3 năm 1898 với sự biểu diễn của Friedrich Grützmacher (cello solo) và Franz Wüllner (nhạc trưởng).